# Beatogordius inesae
Beatogordius inesae är en tagelmaskart som först beskrevs av Cavalieri 1961.  Beatogordius inesae ingår i släktet Beatogordius och familjen Chordodidae. Inga underarter finns listade i Catalogue of Life.